# William E. Huntsberry
William E. Huntsberry, né le 13 décembre 1916 à Cleveland, dans l'État de l'Ohio, et mort le 6 mai 1999 à Kailua-Kona, à Hawaï, est un professeur de littérature et un écrivain américain, auteur de roman policier.

## Biographie
Il est professeur de littérature américaine à l'Université d'Hawaï et un spécialiste de John Steinbeck.
À temps perdu, il écrit et publie quelques romans policiers, notamment Le Crâne d'Oscar (Oscar Mooney's Head, 1961), où « un journaliste enquête sur le meurtre d'un homme dont le crâne a été découvert dans le ventre d'un requin. » L'action de ce roman se déroule principalement à Honolulu.

## Œuvre

### Romans
- Harbor of the Little Boats: A Novel of Suspense (1958), édité sous le titre Dangerous Harbour en Angleterre
- Oscar Mooney's Head (1961), édité sous le titre Whose Head? en Angleterre Publié en français sous le titre Le Crâne à Oscar, traduit par Jane Fillion, Paris, Gallimard, Série noire no 726, 1962
- The Big Hang-Up (1970)

### Ouvrage de littérature d'enfance et de jeunesse
- The Big Wheels (1967)

### Essai
- John Steinbeck and the Naturalist Tradition (1949)

## Sources
- Claude Mesplède et Jean-Jacques Schleret, SN, voyage au bout de la Noire : inventaire de 732 auteurs et de leurs œuvres publiés en séries Noire et Blème : suivi d'une filmographie complète, Paris, Futuropolis, 1982, 476 p. (OCLC 11972030), p. 200.
- Claude Mesplède  et Jean-Jacques Schleret (Éd. rév. de: SN, voyage au bout de la Noire), Les auteurs de la Série noire, 1945-1995, Nantes, Joseph K, coll. « Temps noir », 1996, 627 p. (ISBN 978-2-910-68611-6, OCLC 300207570), p. 245.